# Сейджак, Мэгги
Мэгги Сейджак (англ. Maggie Sajak; род. 5 января 1995) — американская кантри-певица. Дочь журналиста, бывшего владельца канала WSM-TV и ведущего программы «Колесо Фортуны» Пэта Сейджака и фотографа Лесли Браун Сейджак.
Её музыкальный стиль сформировался под влиянием Мишель Бранч, Джуэл, Шерил Кроу, Кэрри Андервуд и Евы Кессиди.

## Жизнь и карьера
Выросла в Северна Парк, в штате Мэриленд. Начала играть на гитаре в возрасте 12 лет. В 2011 году выпустила свой дебютный сингл «First Kiss», выдержанный в стиле кантри-поп. Съёмки музыкального клипа к песне велись в Нэшвилле, в Теннесси. Режиссёром видеоклипа к песне выступила Трей Фенджой. Клип был показан накануне её семнадцатого дня рождения — 3 января 2012 года в выпуске передачи «Колесо Фортуны». Также Мэгги записала песню «Live Out Loud», которую посвятила Мюриел Уолтерс, девочки-подростку из Мэриленда, которая больна раком. Вскоре после этого одна из песен певицы прозвучала в финальном сезоне телеперадачи Sweet Home Alabama.
В 2013 году посещала Принстонском университете и является моделью для журнала Teen Vogue. Также снялась для Teen Vogue.

## Дискография
- First Kiss (AO Recordings[англ.], 2011)[8]

### Музыкальное видео
| Год  | Видео        | Режиссёр                   |
| ---- | ------------ | -------------------------- |
| 2012 | «First Kiss» | Трей Фейнджой              |
| 2013 | «Wild Boy»   | Jenny Gage & Tom Betterton |

## Саундтреки
- «Sweet Home Alabama» на канале CMT, эпизод 1.08: «Финал» — вместе с песней «First Kiss»[9].